# Nelson Bays Rugby Union
Nelson Bays Rugby fue un equipo de rugby de Nueva Zelanda que tenía sede en la ciudad de Nelson.

## Historia
Fue fundada en 1968, entre la unión de las asociaciones de Golden Bay - Motueka y Nelson.
Desde el año 1976 hasta el 2005 participó en el National Provincial Championship entre clubes provinciales de Nueva Zelanda, en la cual logró campeonatos de segunda y tercera división.
En el año 2006 con la reorganización del National Provincial Championship en dos competencias, Mitre 10 Cup y el Heartland Championship se vieron en la necesidad de fusionarse con Marlborough para formar un equipo más competitivo y mantenerse en la primera división y formaron el equipo de Tasman Makos.
Durante su historia se enfrentó a diferentes equipos nacionales, logrando triunfos sobre Italia y Tonga.

## Palmarés
- Segunda División del NPC (1): 1999, 2004
- Tercera División del NPC (1): 1992

## All Blacks
- Trevor James Morris
- Rico Gear